# Medhi Lacen
Medhi Lacen, né le 15 mars 1984 à Versailles, est un footballeur franco-algérien qui représente l'équipe d'Algérie au niveau international. Il évolue au poste de milieu défensif du début des années 2000 à la fin des années 2010. Formé en France, Lacen effectue l'essentiel de sa carrière en Espagne. Il compte 44 sélections en équipe nationale entre 2010 et 2015.

## Biographie

### Carrière en club

#### Jeunesse et formation
Né en France d'un père algérien et d'une mère italienne, Medhi Lacen grandit à Versailles. Il commence sa formation au FC Versailles avant d'être repéré par le Stade lavallois, où il signe sous contrat stagiaire. En mars 2002 il est membre de la sélection des 18 ans des Pays de Loire qui dispute le Tournoi international cadets de Rezé. Observé lors du tournoi international de Lesquin après un passage remarqué à l'ASOA Valence en 2004-2005, il attire les convoitises d'un club promu en 1re division espagnole : le Deportivo Alavés, récent finaliste de la coupe UEFA.

#### Carrière en Espagne
Il joue au total 19 matches de Liga avec Alavés lors de la saison 2005-2006, dont de prestigieux matches face au Real Madrid et au FC Barcelone. Mais le club redescend en 2e division à l'issue du championnat. La saison suivante le club termine 17e sur 22 en championnat, se sauvant de justesse d'une deuxième rétrogradation consécutive. Lors de cette saison, Lacen connaît quelques difficultés comme son club mais participe à de nombreuses rencontres, notamment un match de Copa del Rey au Camp Nou contre le Barça de Ronaldinho et consorts pour une élimination avec les honneurs.
En 2008, Medhi Lacen est transféré au Racing de Santander et retrouve la première division. Le 25 mai 2011, alors qu'il est en fin de contrat il s'engage avec le Getafe CF pour quatre saisons.

### Parcours international
En 2009, il est contacté par la Fédération algérienne de football pour jouer avec l'Algérie dans le cadre des éliminatoires de la coupe du monde 2010. En février 2010, il est convoqué par Rabah Saâdane (le sélectionneur algérien) pour le match amical Algérie-Serbie. Il participe à deux Coupes du monde de football, en 2010 en Afrique du Sud et en 2014 au Brésil, ainsi qu'à la CAN 2013 en Afrique du Sud, et à l'édition de 2015 sous la houlette de Christian Gourcuff. En août 2015, il décide de prendre sa retraite internationale, après 44 sélections en cinq ans.

## Statistiques
| Saison                | Club                  | Championnat           | Championnat | Championnat | Coupe nationale | Coupe nationale | Coupe de la Ligue | Coupe de la Ligue | Compétition(s) continentale(s) | Compétition(s) continentale(s) | Compétition(s) continentale(s) | Total | Total |
| Saison                | Club                  | Division              | M.          | B.          | M.              | B.              | M.                | B.                | Comp.                          | M.                             | B.                             | M.    | B.    |
| 2003-2004             | Stade lavallois       | Ligue 2               | 4           | 0           | 1               | 0               | -                 | -                 | -                              | -                              | -                              | 5     | 0     |
| Sous-total            | Sous-total            | Sous-total            | 4           | 0           | 1               | 0               | -                 | -                 | -                              | -                              | -                              | 5     | 0     |
| 2004-2005             | ASOA Valence          | National              | 35          | 0           | -               | -               | 1                 | 0                 | -                              | -                              | -                              | 36    | 0     |
| Sous-total            | Sous-total            | Sous-total            | 35          | 0           | -               | -               | 1                 | 0                 | -                              | -                              | -                              | 36    | 0     |
| 2005-2006             | Deportivo Alavés      | La Liga               | 19          | 0           | 1               | 0               | -                 | -                 | -                              | -                              | -                              | 20    | 0     |
| 2006-2007             | Deportivo Alavés      | Segunda División      | 31          | 0           | 6               | 0               | -                 | -                 | -                              | -                              | -                              | 37    | 0     |
| 2007-2008             | Deportivo Alavés      | Segunda División      | 36          | 0           | -               | -               | -                 | -                 | -                              | -                              | -                              | 36    | 0     |
| Sous-total            | Sous-total            | Sous-total            | 86          | 0           | 7               | 0               | -                 | -                 | -                              | -                              | -                              | 93    | 0     |
| 2008-2009             | Racing de Santander   | La Liga               | 34          | 0           | 3               | 1               | -                 | -                 | C3                             | 4                              | 0                              | 41    | 1     |
| 2009-2010             | Racing de Santander   | La Liga               | 33          | 3           | 6               | 0               | -                 | -                 | -                              | -                              | -                              | 39    | 3     |
| 2010-2011             | Racing de Santander   | La Liga               | 33          | 1           | 1               | 0               | -                 | -                 | -                              | -                              | -                              | 34    | 1     |
| Sous-total            | Sous-total            | Sous-total            | 100         | 4           | 10              | 1               | -                 | -                 | -                              | 4                              | 0                              | 114   | 5     |
| 2011-2012             | Getafe CF             | La Liga               | 33          | 1           | 1               | 0               | -                 | -                 | -                              | -                              | -                              | 34    | 1     |
| 2012-2013             | Getafe CF             | La Liga               | 20          | 0           | 3               | 0               | -                 | -                 | -                              | -                              | -                              | 23    | 0     |
| 2013-2014             | Getafe CF             | La Liga               | 21          | 0           | 3               | 0               | -                 | -                 | -                              | -                              | -                              | 24    | 0     |
| 2014-2015             | Getafe CF             | La Liga               | 30          | 2           | 1               | 0               | -                 | -                 | -                              | -                              | -                              | 31    | 2     |
| 2015-2016             | Getafe CF             | La Liga               | 31          | 0           | 1               | 0               | -                 | -                 | -                              | -                              | -                              | 32    | 0     |
| 2016-2017             | Getafe CF             | La Liga 2             | 35+4        | 1+0         | -               | -               | -                 | -                 | -                              | -                              | -                              | 39    | 1     |
| 2017-2018             | Getafe CF             | La Liga               | 4           | 0           | -               | -               | -                 | -                 | -                              | -                              | -                              | 4     | 0     |
| Sous-total            | Sous-total            | Sous-total            | 178         | 4           | 9               | 0               | -                 | -                 | -                              | -                              | -                              | 187   | 4     |
| 2017-2018             | Málaga CF             | La Liga               | 15          | 0           | -               | -               | -                 | -                 | -                              | -                              | -                              | 15    | 0     |
| 2018-2019             | Málaga CF             | La Liga 2             | 13          | 0           | 1               | 0               | -                 | -                 | -                              | -                              | -                              | 14    | 0     |
| Sous-total            | Sous-total            | Sous-total            | 28          | 0           | 1               | 0               | -                 | -                 | -                              | -                              | -                              | 29    | 0     |
| Total sur la carrière | Total sur la carrière | Total sur la carrière | 431         | 8           | 28              | 1               | 1                 | 0                 | -                              | 4                              | 0                              | 464   | 9     |

## En sélection nationale
| Saison                | Sélection             | Phases finales               | Phases finales | Phases finales | Phases finales | Éliminatoires CDM | Éliminatoires CDM | Éliminatoires CDM | Éliminatoires CAN | Éliminatoires CAN | Éliminatoires CAN | Matchs amicaux | Matchs amicaux | Matchs amicaux | Total | Total | Total |
| Saison                | Sélection             | Compétition                  | M              | B              | Pd             | M                 | B                 | Pd                | M                 | B                 | Pd                | M              | B              | Pd             | M     | B     | Pd    |
| --------------------- | --------------------- | ---------------------------- | -------------- | -------------- | -------------- | ----------------- | ----------------- | ----------------- | ----------------- | ----------------- | ----------------- | -------------- | -------------- | -------------- | ----- | ----- | ----- |
| 2009-2010             | Algérie               | CAN 2010+Coupe du monde 2010 | 0+3            | 0+0            | 0+0            | -                 | -                 | -                 | -                 | -                 | -                 | 3              | 0              | 0              | 6     | 0     | 0     |
| 2010-2011             | Algérie               | -                            | -              | -              | -              | -                 | -                 | -                 | 3                 | 0                 | 0                 | 1              | 0              | 0              | 4     | 0     | 0     |
| 2011-2012             | Algérie               | -                            | -              | -              | -              | 2                 | 0                 | 0                 | 3                 | 0                 | 0                 | 2              | 0              | 0              | 7     | 0     | 0     |
| 2012-2013             | Algérie               | CAN 2013                     | 3              | 0              | 0              | 2                 | 0                 | 1                 | 1                 | 0                 | 0                 | 1              | 0              | 0              | 7     | 0     | 1     |
| 2013-2014             | Algérie               | Coupe du monde 2014          | 3              | 0              | 0              | 2                 | 0                 | 0                 | -                 | -                 | -                 | 4              | 0              | 0              | 9     | 0     | 0     |
| 2014-2015             | Algérie               | CAN 2015                     | 3              | 0              | 0              | -                 | -                 | -                 | 6                 | 0                 | 0                 | 2              | 0              | 0              | 11    | 0     | 0     |
| Total sur la carrière | Total sur la carrière | Total sur la carrière        | 12             | 0              | 0              | 6                 | 0                 | 1                 | 13                | 0                 | 0                 | 13             | 0              | 0              | 44    | 0     | 1     |

### Matchs internationaux
Le tableau suivant liste les rencontres de l'équipe d'Algérie dans lesquelles Medhi Lacen a été sélectionné depuis le 3 mars 2010 jusqu'au 26 mars 2015.